# 邘国
邘国，又称于国，是中国历史上西周到春秋时期的一个小型诸侯国。姬姓，始封之君是周武王之子邘叔。在今河南省沁阳市西北十五公里邘邰村，亡于晋国。
邘国原为殷商之属国邘方，邘侯与鬼侯、西伯昌在纣王初年同时被任命为“三公”。《今本竹书纪年》记载周文王在灭耆后，乘胜出兵攻取邘方，进一步为东进灭商扫平道路。周武王就把儿子邘叔封在此地。